# 昭子
昭子（?—?），战国时期楚国官员，名不详，出自昭氏。
前281年（周赧王三十四年、楚顷襄王十八年），楚国想联合齐国、韩国同攻秦国，以图周朝王室。周赧王派西周武公（《资治通鉴》作东周武公）对楚国令尹的昭子说，周朝不可图谋。昭子说：图谋周朝是没有的。虽然如此，我问你，周朝为什么不可图谋？”武公回答：“西周之地，取长补短，也不过方圆百里。得到他的土地不足以使国家富强，得到他的百姓不足以使军队壮大。但周朝有天下共主的名义，攻打它，就是弑君犯上。尽管如此，有人因为古代传下来的祭器在此，还想去攻占。老虎肉臊而又有尖牙利爪，仍有人猎取；假如给林中没有爪牙之利的麋鹿披上虎皮，人们猎取的欲望会增加万倍。分割楚国的领土，足以富庶己国；讨伐楚国的名义，足以尊崇周室。楚国要是诛残天下共主周朝，占有了夏、商、周三代相传的礼器，刚把礼器运至南方，各国征讨大军已至！”昭子认为言之有理，于是楚国放弃了原来的计划。